# プチプリンセス
『プチプリンセス』（petit princess）は、秋田書店が発行する日本の漫画雑誌。発売日は毎月1日。『プリンセスGOLD』（秋田書店）の増刊誌。
キャッチコピーは「おしゃれに可愛く!ちょっと大人め。」。

## 概要
- 2002年 - 3月に創刊。創刊時は季刊。
- 2006年 - 6月15日発売の7月号から隔月刊。
- 2016年 - 4月号をもって、紙版の発行を終了[3]。6月8日より電子書籍でのみの販売となった。なお、○月号からVol.○とカウントが変更された[4]。
- 2018年 - 2月1日発売のVol.11から月刊[5][6]。
- 2025年 - 7月1日発売のVol.100にて雑誌媒体での発行を終了し、Webコミック配信サイト『Souffle（スーフル）』内へ媒体を移行[7]。

## Webサイト上での掲載作品
※作者名五十音順。作画担当者と原作者がいる場合は作画担当者で記載。
- 浅川ナオ『わたしのまわり、みんなクズ』：2025年8月1日[注 1] -
- 雨宮榮子『私の幼馴染はなにかおかしい』：2025年8月1日[注 1] -
- 井出智香恵『ホワイトハッカーセレクション～ロマンス詐欺にご用心～』：2025年8月1日[注 1] -
- 宇田川うた子『私はいったい何役令嬢なんでしょう⁉〜大変恐れ入りますが、営業スキルで異世界攻略いたします〜』：2025年8月1日[注 1] -
- 漫画：樫宮こうと、原作：川崎悠『やり直した彼らだけが後悔します。私は幸せになりますが。』：2025年8月1日[7] -
- 木岐彩香『麗しのおうじさまは片付かない』：2025年8月1日[7] -
- 小島美帆子『陽だまりシェアハウス』：2025年8月1日[注 1] -
- 中山星香『妖精国（アルフヘイム）の騎士Ballad〜継ぐ視の守護者（もり）〜』：2025年8月1日[注 1] -
- 漫画：能戸絢目、原作：遊森謡子『花聖女ルティーダ～未来の王は薬師の返り咲きをお望みです～』：2025年8月1日[7] -
- 作画：葉々ねろ、原作：三沢ケイ『俺様王太子に拾われた崖っぷち令嬢、お飾り側妃になる…はずが溺愛されてます!?』：2025年8月1日[注 1]
- 藤木みかん『傷痕恋愛～ときめく胸がないとしても～』：2025年8月1日[7] -
- 武藤啓『萌えたいさかりの灯さん』：2025年8月1日[注 1] -
- 遊佐ハルカ『お嬢様、お食事の時間です。〜冷徹令嬢と三ツ星獣人シェフのおいしい幸せ計画〜』：2025年8月1日[注 1] -

## 雑誌上での過去の主な掲載作品
※作者名五十音順。作画担当者と原作者がいる場合は作画担当者で記載。

### 作者名あ行
- 碧也ぴんく『シルク・ロマンス』：2020年Vol.37 - 2020年Vol.41
- 暁生ミミ『死人に紛れて復讐を』：2021年Vol.53[8] - 2021年Vol.57
- 浅川ナオ
  - 恋愛弁護士〜ワケありな恋の事件簿〜：2012年6月号 - 2012年12月号、2013年6月号、2014年8月号、2014年12月号、2015年4月号、2015年8月号 - 2016年4月号、2017年Vol.6、2018年Vol.12、2018年Vol.16 - 2019年Vol.27、2020年Vol.33、2020年Vol.43、2021年Vol.51
  - わたしのまわり、みんなクズ：2024年vol.90 - 2025年vol.99[注 2]
- 天乃タカ
  - きみのこと毎日おいしく食べたいよ：2021年Vol.46[9] - 2022年Vol.66[10]
  - ヒミツのもふもふ婚姻譚〜旦那様は狼男でした〜：2023年Vol.70[11] - 2025年vol.94
- 雨宮榮子
  - 制服男子ストイック：2010年4月号 - 2011年2月号、2011年10月号 - 2013年2月号
  - 僕は××がお好き：2013年4月号 - 2013年12月号
  - スカートを穿くまで待って：2015年6月号 - 2016年4月号（紙版）、2016年Vol.1 - 2017年Vol.5
  - 上司は悪女を逃がさない：2017年Vol.6 - 2019年Vol.22
  - 偽装結婚のススメ〜溺愛彼氏とすれちがい〜：2019年Vol.27[12] - 2024年vol.91、2024年vol.92[注 3]
  - 私の幼馴染はなにかおかしい：2025年vol.98 - 2025年vol.100[13][注 2]
- 池田ユキオ
  - 恋愛カリスマ神モデルNICO：2016年4月号
  - 週3彼氏：2018年Vol.20 - 2019年Vol.21
  - ガチ恋量産メン地下アイドル〜2ショは1000円、愛情0円〜：2020年Vol.33 - 2020年Vol.34
- 井出智香恵『ホワイトハッカーセレクション～ロマンス詐欺にご用心～』：2025年vol.98 - 2025年vol.100[13][注 2]
- 上原新菜『苦手意識が消えたあとは』：2016年4月号
- 上森優
  - 秘密の花園アパート：2010年4月号 - 2011年12月号
  - アニバーサリー：2012年10月号 - 2013年4月号
- 宇田川うた子『私はいったい何役令嬢なんでしょう⁉〜大変恐れ入りますが、営業スキルで異世界攻略いたします〜』：2023年Vol.71[14][15] - 2025年vol.100[13][注 2]
- 宇野紗菜『アトリエ3365』：2014年10月号、2015年4月号 - 2016年4月号
- おいお『恋愛市場価値』（原作：本坂ゆう）：2023年Vol.75 - 2023年vol.77
- 大井レオン『ドライブガールズ』：2015年6月号 - 2016年4月号
- 大島安希子『地蔵の恋』：2016年4月号
- 小久ヒロ
  - ラヴ・ポイズン〜火の花恋地獄〜：2019年Vol.32 - 2021年Vol.45
  - 虚無子さん 書いてください!：2021年Vol.55[16] - 2022年Vol.68[17]
- 奥村さとり
  - 没落リリンは今日も後宮攻略中：2021年Vol.55[18] - 2023年Vol.72[19]
  - 転生聖女は悪女になりたい：2023年vol.78 - 2025年vol.94
- 小田原みづえ
  - 同居以上ドーセイ未満：2007年12月号 - 2008年8月号、2009年4月号 - 2009年8月号
  - 彼の1番になる方法：2010年6月号 - 2012年2月号
- 織江よいこ『雇われ悪役令嬢は国外追放をご所望です!』：2021年Vol.56[20] - 2022年Vol.63[21]2022年Vol.65[注 3]、2022年Vol.66[注 3]

### 作者名か行
- 貝原しじみ
  - 毎日君がいればいいのに：2015年4月号 - 2016年Vol.2
  - 愛されたいと泣いた夜：2016年Vol.3 - 2018年Vol.11
  - きみとシたいはじめてのコト：2018年Vol.13 - 2019年Vol.31[22]
  - 妻という名の奴隷（どうぐ）になって：2020年Vol.35[23] - 2022年Vol.61[24]
  - 転生聖女と神官はまだ愛を知らない：2022年Vol.66[25] - 2025年vol.100[13]
- 木岐彩香
  - 細川さんと太田さん：2019年Vol.28[26] - 2020年Vol.44
  - 終わった私と恋するミライ：2021年Vol.48[27] - 2022年Vol.65[28]
  - 日常系配信者リリーの恋：2023年Vol.74 - 2024年vol.90
- クワナ海『私のカラダに描いてキスして〜神絵師の溺愛〜』：2022年Vol.64[29] - 2023年Vol.73
- 小島美帆子
  - 僕んちの家政婦さん：2014年2月号 - 2015年12月号
  - 私たちのヒミツ事情：2016年2月号 - 2016年4月号（紙版）、Vol.1 - Vol.21[30][31]
  - 私の着せ替えアイドル様：2019年Vol.25[32] - 2021年Vol.47[33]
  - 陽だまりシェアハウス：2021年Vol.49[34] - 2025年vol.100[13][注 2]
- 琴川彩
  - Cafe南青山骨董通り：2008年10月号 - 2016年4月号（紙版）、2016年Vol.1 - 2018年Vol.11
  - 今宵、オオカミホテルでランデヴー：2018年Vol.15 - 2019年Vol.32
  - 花結神社の番犬くん：2020年Vol.40[35] - 2021年Vol.56
  - 悪役女王陛下のご機嫌斜めなティータイム：2023年Vol.71[14] - 2024年vol.88
- 小藤まつ『リアルプロポーズ〜お隣くんとニセ婚年の差love days〜』（原作：広瀬なつめ）：2023年Vol.72[19] - 2024年vol.84、2024年vol.91 - 2024年vol.93[注 3]
- こなしあかや『後宮天后物語』（原作：夕鷺かのう）：2022年Vol.65[注 4] - 2023年vol.79
- 小林モリヲ『君といつまでも 東京下町吸血鬼物語』：2021年Vol.53[36]、2022年Vol.64、2022年Vol.65

### 作者名さ行
- さかさかな『竜のこども、お預かりしています』：2023年vol.79 - 2025年vol.94
- 桜乃みか『ライオンと花嫁』：2014年4月号 - 2016年4月号
- ササキサキ『伯爵令嬢になってお嬢様の結婚をぶち壊します!』：2022年Vol.67[37] - 2023年vol.76
- 漣ライカ
  - センセイのハジメテ：2016年4月号
  - DT御曹司と恋のレッスン：2020年Vol.33 - 2020年Vol.41
  - 彼女たちのハッピーエンド：2021年Vol.49[34] - 2021年Vol.56
- 霜月星良『僭越ながら、皇帝（候補）を教育します　ただし、後宮入りはいたしません』（原作：秋月志緒）：2022年Vol.65[注 5][38] - 2022年vol.69[39]
- 鈴木いこ
  - 調香師ときっかけの香り：2016年4月号
  - 調香師と恋の魔法：2019年Vol.26[40] - 2020年Vol.37
  - くちづけはメイクのあとで：2020年Vol.38[41][42] - 2021年Vol.52
- 昴カズサ『涼風先生、〆切です!!』：2014年12月号 - 2016年4月号
- 世鳥アスカ『キスてる。』：2013年2月号 - 2016年4月号

### 作者名た行
- 竹内コデカ『ケモノな先生とのヒメゴトなんて、誰が悦ぶモンですか!!』：2019年Vol.22[43][44] - 2020年Vol.36
- 立花アスカ『先生、あのね。』：2009年4月号 - 2010年8月号、2011年2月号 - 2011年4月号
- チノク『榮国物語〜春華とりかえ抄〜 番外編』（原作：一石月下）：2022年Vol.65[注 6]

### 作者名な行
- 永居典子『ミケ爺スタンプ』：2016年4月号
- 奈樫マユミ『愛良さん、おしかけられてます!』：2021年Vol.47[45] - 2022年Vol.59
- 仲垣友恵
  - ヴァージン・ホテル：2006年11月号 - 2008年6月号
  - エクスタシー・スイッチ：2009年12月号 - 2011年4月号、2011年8月号、2012年2月号 - 2013年6月号
  - ヴァージン・ホテル セカンド：2015年12月号 - 2016年4月号（紙版）、2016年Vol.1 - 2017年Vol.5
  - 恋しさあまってキスを100倍：2017年Vol.7 - Vol.9、2018年Vol.11、2018年Vol.13、2018年Vol.15
  - 愛人・失格〜嘘をもう一つだけ〜：2018年Vol.20[46] - 2024年vol.91
- 中山星香
  - 妖精国（アルフヘイム）の騎士Ballad〜金緑の谷（ハリストーク）に眠る竜〜：2020年Vol.36 - 2020年Vol.40
  - 妖精国（アルフヘイム）の騎士Ballad〜継ぐ視の守護者（もり）〜：2020年Vol.42 - 2025年vol.100[13][注 2]
- 根本尚『根本尚の1コマ劇場 これが少女マンガだ!』：2015年4月号 - 2016年4月号

### 作者名は行
- 長谷瑠依『出会いはPM17:00』：2016年4月号
- 鳩羽ヨウ『お人好し悪役令嬢の復讐計画～死に戻り令嬢は根が善人なせいで気付くと味方が増えていきます～』（原作：よどら文鳥、原案：すかいふぁーむ、構成：峰博士）：2024年vol.88 - 2025年vol.100[13]
- 葉々ねろ『俺様王太子に拾われた崖っぷち令嬢、お飾り側妃になる…はずが溺愛されてます!?』（原作：三沢ケイ）：2024年vol.88 - 2025年vol.99[注 2]
- はみだしみやこ
  - 堕ちた先には：2020年Vol.40[47] - 2020年Vol.42[48]
  - 契約婚をゲーム実況者と始めてみました。：2023年vol.77 - 2023年vol.80
- 柊みずか
  - ブロークン・マリッジ〜モラハラ夫に騙されて〜（原作：池田ユキオ）：2021年Vol.54[49] - 2023年vol.81
  - リベンジアプリで君を〜復讐代行サービス～（原作：有希うさぎ）：2024年vol.87 - 2024年vol.92
  - わたしが罪を犯す理由～闇バイトにハマる女たち～（原作：池田ユキオ）：2025年vol.99
- ひかり旭『歌舞伎町のカリスマ無双キャバ嬢が史上最強の悪役令嬢マリー・アントワネットに生まれ変わったら』（原作：新堂冬樹）：2023年vol.77 - 2024年vol.91
- 広瀬なつめ『処女と野獣』：2024年vol.84 - 2025年vol.100[13]
- 藤田一個『わたしより綺麗な男の子』：2023年vol.81[50] - 2025年vol.97
- 藤野ポチョムキン『華耀後宮の花嫁』（原作：山崎里佳）：2022年Vol.65[注 7][51] - 2023年Vol.74

### 作者名ま行
- もとなおこ
  - 十二夜の魔法使い〜星占い公爵と恋人たち〜：2020年Vol.36 - 2020年Vol.37
  - 恋の星図と猫日和』：2023年Vol.70[52] - 2024年vol.86
- ミサト
  - ほしのこぐま：2014年6月号 - 2014年10月号、2015年6月号 - 2016年4月号
  - 悪役令嬢はモブ男子に推されてます。：2021年Vol.47[45] - 2025年vol.99
- みずいろ美空『コップカップ☆パラダイス 〜バズりたがりJKが異世界人召喚しちゃった話〜』：2023年vol.76 - 2024年vol.89
- 溝口涼子『でけーな!! TOKYO』：2015年8月号 - 2016年4月号
- 武藤啓
  - 恋愛ジャック〜エゴイスティックに恋をするイキモノ〜：2017年Vol.9 - 2019年Vol.24[53]
  - この指先に世界のすべて：2019年Vol.32 - 2021年Vol.47
  - 陰キャな私に跪け：2021年Vol.53[8] - 2023年Vol.70[52]
  - 萌えたいさかりの灯さん：2024年vol.85 - 2025年vol.100[13][注 2]
- もかけいこ
  - 年下彼氏の誘惑：2016年4月号 - 2016年Vol.1（6月8日）
  - 私のフツーじゃない彼氏：2016年Vol.2 - 2018年Vol.12、2018年Vol.14

### 作者名や行
- 有希うさぎ『絶海絶命〜モンスターセレブのおもてなし〜』：2023年vol.80 - 2024年vol.85
- 遊佐ハルカ
  - こちら ねこ物件につき：2021年Vol.50[54] - 2022年Vol.62[55]
  - お嬢様、お食事の時間です。〜冷徹令嬢と三ツ星獣人シェフのおいしい幸せ計画〜：2023年vol.79 - 2025年vol.100[13][注 2]
- 夢井琴葉『なんでもできる長谷川さんですが、恋愛だけは上手くいきません!』：2024年vol.93 - 2025年vol.100[13]
- 吉岡李々子『噂の彼と、恋のヒミツ』：2018年Vol.14[56]、2019年Vol.23[57]、2019年Vol.30[58] - 2019年Vol.31[59]、2020年Vol.40[60] - 2020年Vol.42、2022年Vol.68[61] - 2023年vol.81、2025年vol.97 - 2025年vol.99
- よしだ斑鳩『月に叢雲 花と風』：2016年4月号
- 夜田あかり
  - 閃光ロマンス：2016年4月号
  - すれ違った先にはキミがいた：2018年Vol.12[62] - 2018年vol.20[63]

## 関連誌
- プリンセスGOLD